# Plaza de Santo Domingo (Murcia)
La plaza de Santo Domingo es uno de los espacios urbanos más destacados de la ciudad española de Murcia. Situada en el casco antiguo de la urbe, es una plaza peatonal desde su última reforma urbana. En ella se emplazan algunos de los edificios más representativos de la ciudad.

## Historia
La plaza de Santo Domingo fue conocida con el nombre de plaza del Mercado, debido a que tras la conquista cristiana fue en ella donde se llevaban a cabo actividades de compra venta que convirtieron a este espacio en el principal centro de comercio de la urbe, situado fuera de las murallas de la ciudad, en terrenos del arrabal murado de la Arrixaca, próximo al acceso a la ciudad que suponía la posteriormente denominada puerta del Mercado.

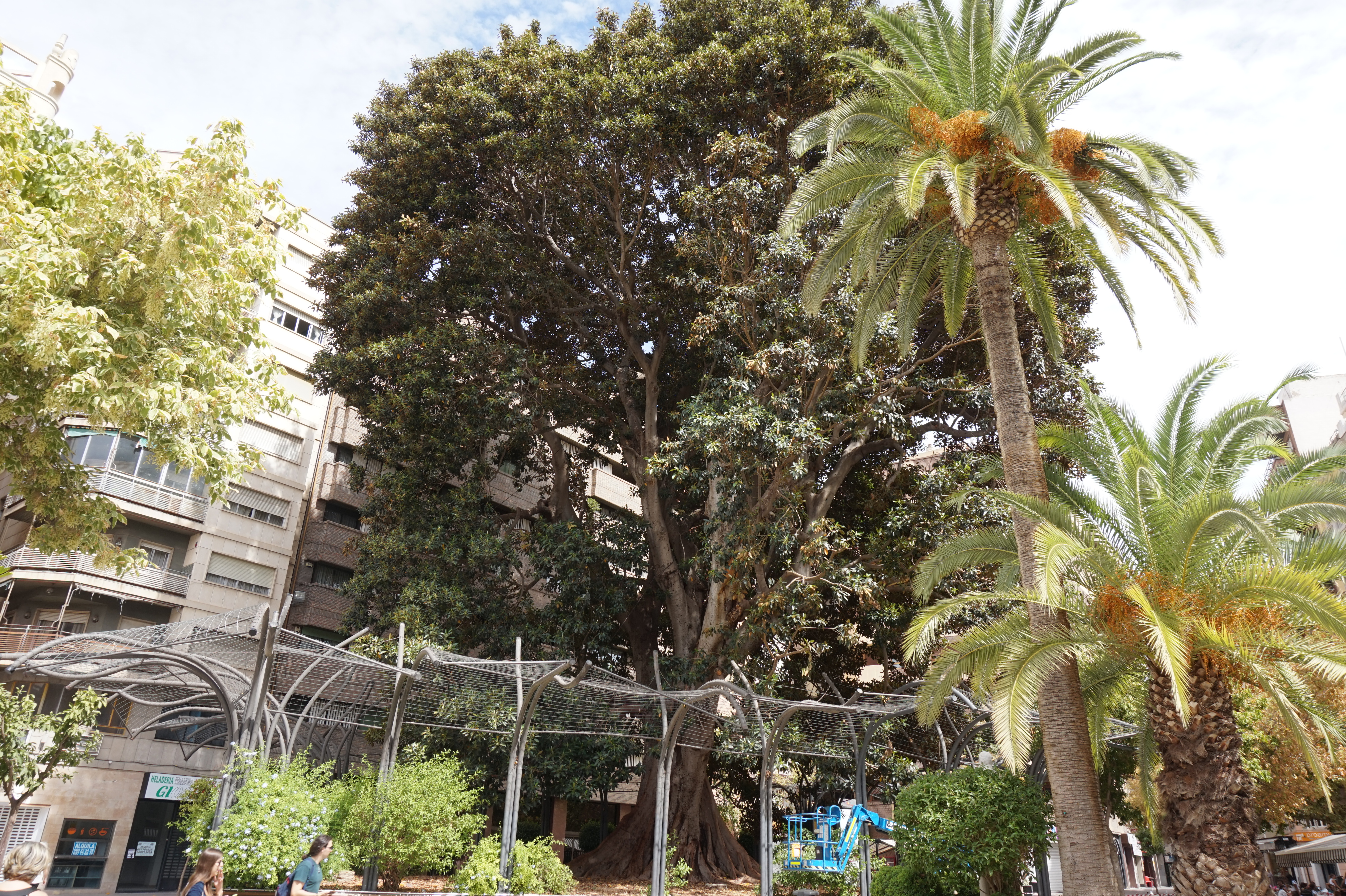
Ficus de Santo Domingo. Por sus dimensiones y antigüedad (más de 100 años) es uno de los símbolos más característicos de la plaza.

Existen documentos del año 1272 donde el rey Alfonso X de Castilla delimita la realización del mercado de los jueves y la Feria anual en esta plaza. De hecho, el nombre de plaza del Mercado perduró hasta el siglo XIX, cuando mutó oficialmente por el de plaza de Santo Domingo al acoger al conjunto monástico de los dominicos desde tiempos medievales.
La función mercantil de Santo Domingo incluía el abastecimiento de sal para la ciudad y sus comarcas vecinas. El 4 de abril de 1476 la reina Isabel la Católica confirmó la concesión de la venta de sal a este mercado. 
Años antes, en 1411, San Vicente Ferrer predicó en ella con motivo de su visita a Murcia. Por este motivo, en la fachada monumental de la Iglesia de Santo Domingo se encuentra la escultura del santo en actitud de predicar desde un falso balcón.
En el siglo XVII fue fortificada en su parte sur, la más cercana al centro de la ciudad. Desde 1685 el mercado pasó a celebrarse en el Plano de San Francisco entre los meses de septiembre y marzo, mientras que el resto del año continuó celebrándose en Santo Domingo.
La importancia de la plaza también la hizo punto de celebración de distintos actos festivos. En ella se realizaban actividades de tauromaquia que posteriormente se acabaron trasladando a la Plaza de Camachos. Sirvió así mismo como lugar para 
ejecuciones públicas, como la del bandolero Jaime el Barbudo, que tuvo lugar en 1824.
Ya en el siglo XX se diseñó una zona ajardinada en su interior, aunque fue en 1893 cuando se plantó el famoso y centenario ficus (Ficus macrophylla) que hoy la adorna. Durante la Guerra Civil se construyó en ella un refugio antiaéreo, por lo que la zona central de la plaza se encontraba elevada, colocándose en la posguerra una cruz de los caídos. Toda esta zona fue eliminada con la remodelación llevada a cabo en 1998, debida al arquitecto Antonio González Serna, que la convirtió en una plaza peatonal.

## Edificios de interés

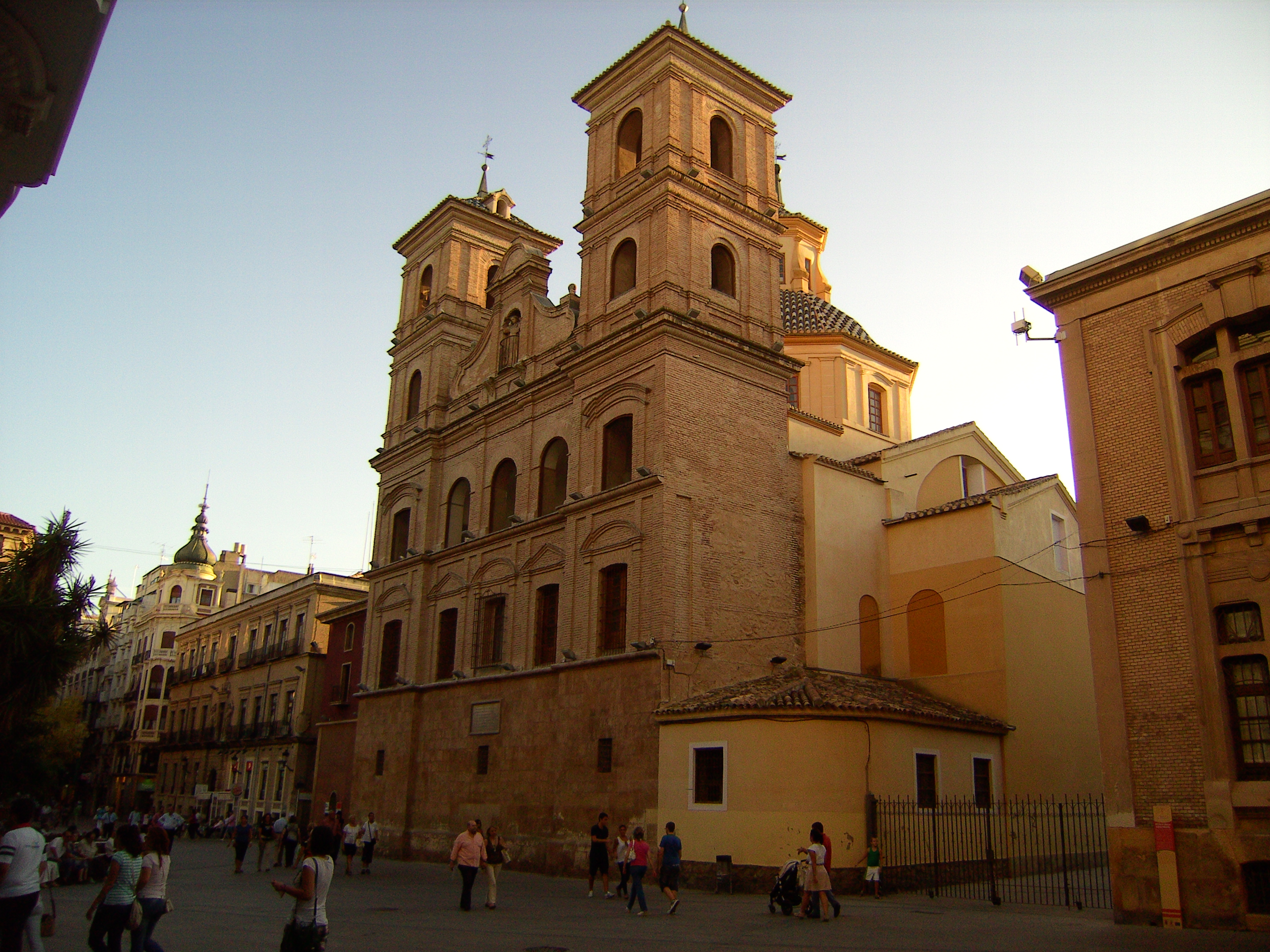
Vista de la fachada monumental de la Iglesia de Santo Domingo.

A la plaza de Santo Domingo se asoman algunos de los edificios más conocidos de la ciudad, comenzando por el antiguo conjunto monástico que le da nombre, la Iglesia de Santo Domingo y la contigua Capilla del Rosario, construcción de estilo barroco la primera (levantada entre los años 1722 y 1745) y del siglo XVI la segunda, con elementos renacentistas. La presencia de los frailes dominicos en este emplazamiento se remonta a 1272. 
A pesar de que la Iglesia da nombre a la plaza, la fachada principal o imafronte de la misma está situada en la cercana plaza Julián Romea. Por tanto, la fachada que se contempla desde la plaza Santo Domingo es en realidad la cabecera del templo, ideándose entonces como un decorado monumental para un importante espacio urbano en un momento de expansión económica para la ciudad como fue el siglo XVIII.
Otro elemento inconfundible de la plaza es el Arco de Santo Domingo. Arco que comunica el Palacio Almodóvar con la Capilla del Rosario sobre la calle del mismo nombre, realizado en el siglo XVIII por Martínez de la Vega. En 1982 el conjunto formado por el Arco, la Iglesia y la Capilla fueron declarados BIC.

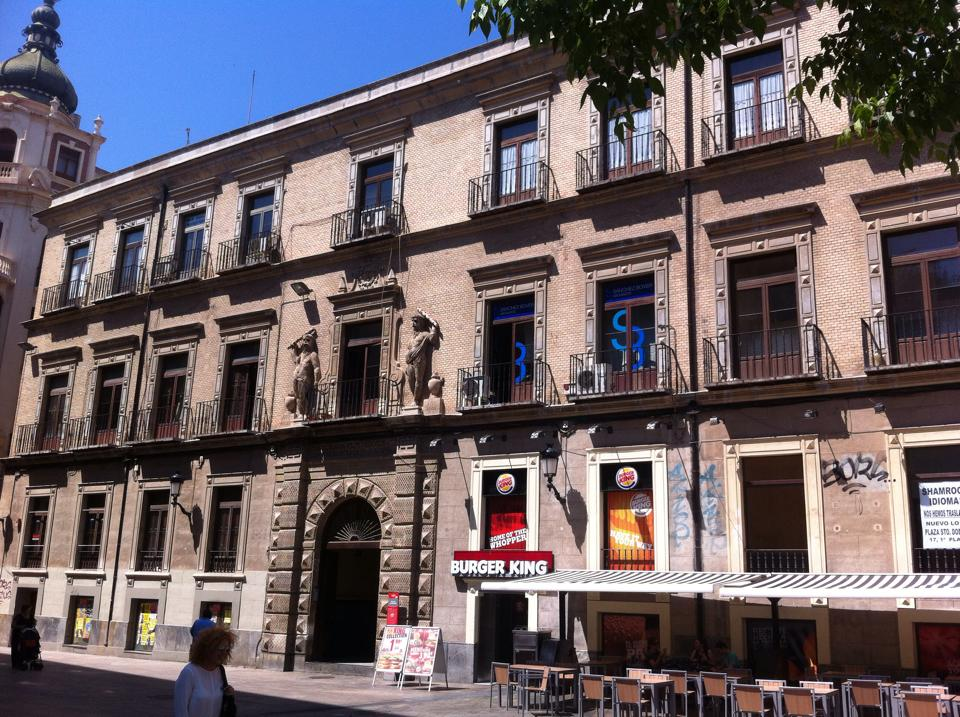
Palacio Almodóvar.

El referido Palacio Almodóvar, situado entre la plaza y la calle Trapería, es un inmueble de estilo manierista del siglo XVII, reconstruido en gran parte en 1908. En la fachada tiene dos figuras de piedra que representan a dos "salvajes", guardianes simbólicos del edificio. Fue sede del Gobierno Civil de la provincia y comisaría hasta 1950.
El conocido arquitecto Pedro Cerdán fue quien diseñó el Grupo Escolar Cierva Peñafiel, de estilo ecléctico, concluido en 1917 en terrenos del desamortizado convento dominico. También destaca la ecléctica Casa Cerdá, construida entre 1934 y 1936, obra del arquitecto José Antonio Rodríguez que constituye uno de los símbolos de la plaza y de la ciudad de Murcia. De la misma cronología (1934-35) es el edificio racionalista llamado "El Acorazado", de José Luis de León y Díaz-Capilla. Posterior es el Banco Central, concluido en 1949 en estilo neobarroco, haciendo esquina con la calle Trapería.

## Monumentos

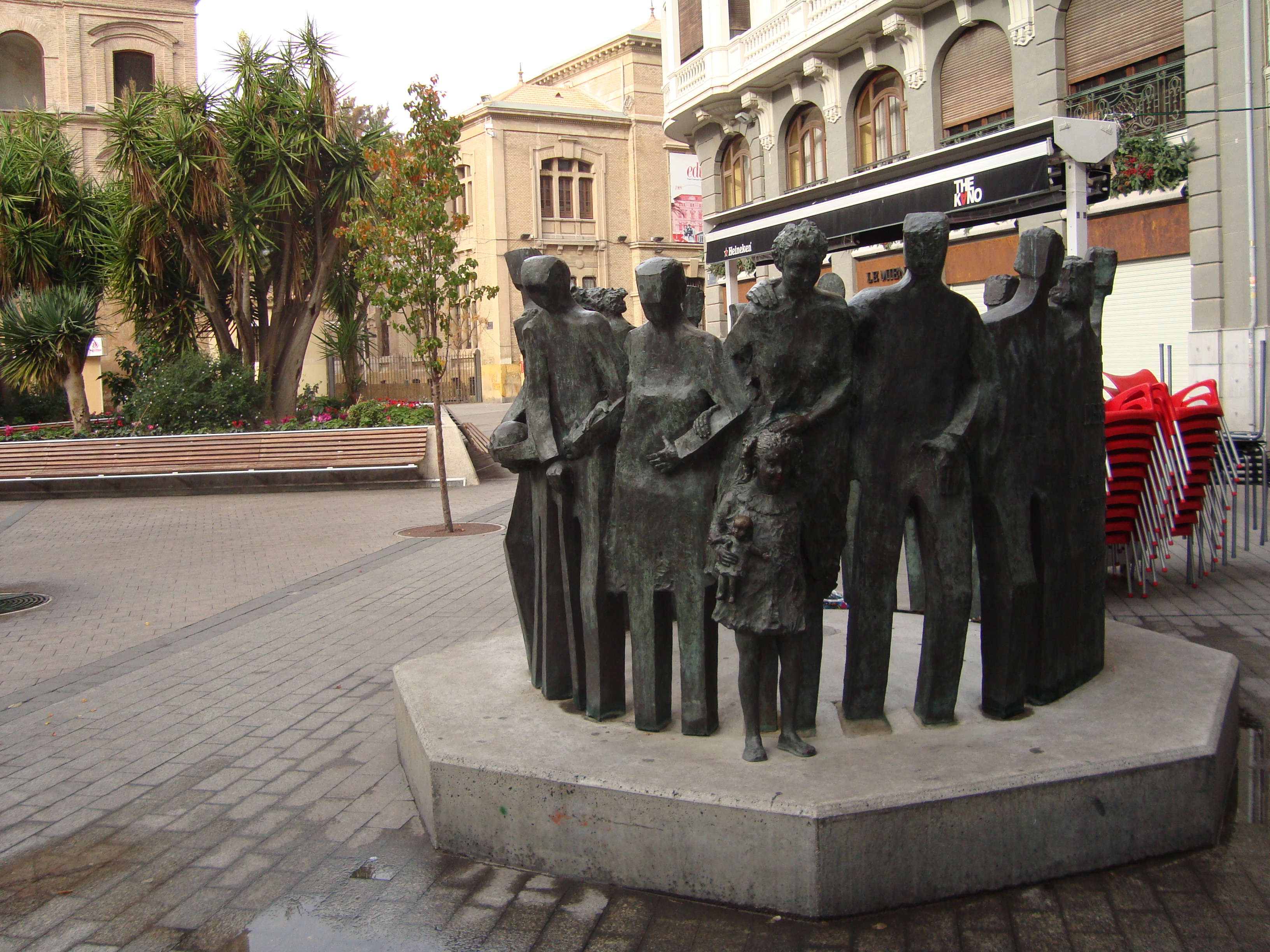
Monumento a los Derechos Humanos en la Plaza.

En uno de los parterres de la plaza se encuentra el busto conmemorativo del ingeniero Ricardo Codorníu y Stárico, obra del escultor José Planes (realizado en 1926). Codorniú fue el creador del desaparecido Jardín de Ruíz Hidalgo y sobre todo, responsable de las históricas repoblaciones efectuadas en numerosas sierras murcianas a finales del siglo XIX, consiguiendo recuperar gran parte de los bosques perdidos por la actividad humana y como lucha contra las lluvias torrenciales que en los montes sin vegetación generaba desastrosas inundaciones en la región. Por este motivo se le denomina el Apóstol del árbol.
También existe un pequeño monumento en honor a los Derechos Humanos (2003) de Mariano González Beltrán.